# Uniunea Slavă
Mișcarea Național-Socialistă „Uniunea Slavă” (în rusă Национал-социалистическое движение "Славянский союз" ) - sau pur și simplu Uniunea Slavă (SS; în rusă Славянский союз (СС)) - a fost o organizație neonazistă rusă înființată în 1999 de Dmitry Demushkin⁠(d). În 2010, a fost interzisă de tribunalul Moscovei⁠(d).

## Istoric
Uniunea Slavă a fost înființată în septembrie 1999 de Dmitri Demușkin.
Organizația  a fost interzisă de tribunalul capitalei Moscova pe 27 aprilie 2010 ca urmare a acuzațiilor că promovează o ideologie asemănătoare celei din Germania Nazistă. După scoaterea în afara legii pe 27 aprilie, Demushkin menționa că Uniunea Slavă a fost „interzisă în Rusia” și a că intenționează să conteste decizia instanței. După acest proces, grupul a rămas activ în underground.
În septembrie 2010 au apărut informații că organizația și-ar fi deschis birouri în Norvegia după ce supremațistul Viacheslav Datsik⁠(d) a cerut azil politic autorităților norvegiene. Cu puțin timp în urmă, Datsik evadase dintr-un spital de psihiatrie aflat în apropiere de Sankt Petersburg și se speculează că a ajuns în Norvegia la bordul unei nave utilizate pentru a trafica arme. Acesta a fost arestat alături de alte două persoane de către poliția norvegiană⁠(d), fiind suspectat de legături cu crima organizată.